# 양주 석굴암 석조불좌상
양주 석굴암 석조불좌상은 대한민국 경기도 양주시 장흥면 석굴암에 있는 조선시대의 불상이다. 2011년 3월 8일 경기도의 문화재자료 제161호로 지정되었다.

## 개요
양주 석굴암 석조불좌상은 1975년 새로 건립된 대웅전에 보관되어 있으며, 내부 수미단 향우측에 석조여래좌상을 중심으로 새로 제작된 관음과 지장보살좌상이 봉안되어 있다. 불상은 조선후기 제작된 소형불상으로 오른발을 왼쪽 무릎 위에 올린 길상좌를 하고 있다.
석조여래좌상은 오른쪽 팔꿈치 일부가 떨어져 나간 상태로 표면에 개금을 하여 매끄럽지 못한 상태이다. 이와 같은 석조불은 경주지역에서 산재하는 佛石, 慶州石 등으로 불리는 활석으로, 1655년에 조각승 도우가 만든 칠곡 송림사 극락전 삼존불상이나, 1680년대 활동한 조각승 승호가 주로 이용한 재료이다. 이와 같은 소형 석조불상은 천불전에 봉안하기 위하여 제작된 예가 많고, 그 일부가 조성 사찰을 벗어나 다른 지역의 사찰이나 암자 등에 봉안되어 있기도 한다.

## 참고 문헌
- 양주 석굴암 석조불좌상 - 국가유산청 국가유산포털